# Ивацевичский повет
Иваце́вичский пове́т Поле́сского воево́дства (пол. Powiat iwacewicki, бел. Івацэ́віцкі паве́т Пале́сскага ваяво́дства) — административно-территориальная единица Полесского воеводства II Речи Посполитой. Образован 1 марта 1935 года на территории ликвидированного Косовского повета Полесского воеводства, упразднён после ввода советских войск в сентябре 1939 года. Центр повета — Ивацевичи. Состоял из 6 сельских гмин и 2 городов. Общая площадь повета — 3578 км².

## Административное деление

### Гмины
- гмина Борки-Гичицы (позже упразднена)
- гмина Ивацевичи (создана позже)
- гмина Коссов
- гмина Пяски
- гмина Ружаны
- гмина Святая Воля
- гмина Телеханы

### Города
- Коссов
- Ружаны